# GlobalTrade.net
GlobalTrade.net ist eine Internet-Geschäftsplattform von FITA Online, der Online-Service-Abteilung der Vereinigung Internationaler Handelsverbände, dem Handelsservice der Vereinigten Staaten, UK Trade & Investment Hong Kong Trade Development Council (HKTDC), ThomasNet, Alibaba.com und Kompass betrieben. GlobalTrade.net wurde am 15. November 2010 ins Leben gerufen.
Teilnehmer können Profile erstellen bzw. einsehen und Kontakte herzustellen. Die Kategorien bezüglich der Dienstleister umfassen juristische Dienstleister, Handelsförderungsorganisationen, Transport und Logistik, Steuern und Buchführung, Marketing und Kommunikation, Vertrieb und Absatz sowie Reisedienstleister.
Die Website ist zudem eine Wissensressource, in der Teilnehmer eigene Inhalte (z. B. Analysen, Marktumfragen, Tipps, Länderprofile, Expertenmeinungen, Webinars, Newsflows, Video-Tutorials) veröffentlichen können; diese werden redaktionell betreut. Des Weiteren sind Berichte verschiedener Organisationen und nationale Marktumfragen zum Thema Außenhandel einsehbar.

## Marktstellung
Dynamische B2B-Services verschiedenster Kategorien werden von Unternehmen wie Companéo und Quotatis (in Frankreich und in ausgewählten europäischen Ländern tätig), BuyerZone (USA) und QuinStreet (USA) geboten. Bei all diesen Marktplätzen werden Leads jedoch ausschließlich auf Landesebene angeboten. Obgleich Companéo und Quotatis in mehreren europäischen Ländern präsent sind, sind diese über nur eine Website pro Land tätig. Der internationale B2B-Handelsservice ist im eigentlichen Sinne ein Nischenmarkt, und GlobalTrade.net ist derzeit das einzige Marktportal, das Serviceanbieter und Handelsunternehmen der ganzen Welt näherbringt.